# Saint Desecration
Saint Desecration – siódmy album studyjny polskiej grupy muzycznej Azarath.

## Lista utworów
| Nr  | Tytuł utworu                            | Długość |
| --- | --------------------------------------- | ------- |
| 1.  | „Death-at-Will”                         | 3:46    |
| 2.  | „Sancta Dei Meretrix”                   | 3:10    |
| 3.  | „Let them Burn…”                        | 3:15    |
| 4.  | „Fall Of The Blessed”                   | 3:33    |
| 5.  | „No Salvation”                          | 4:31    |
| 6.  | „Profanation”                           | 2:48    |
| 7.  | „Reigning over the Death”               | 3:36    |
| 8.  | „Life Is Death, Death Is Life”          | 3:47    |
| 9.  | „Inflicting Blasphemy Upon The Heavens” | 3:42    |
| 10. | „Beyond the Gates of Burning Ghats”     | 6:09    |
|     |                                         | 38:17   |

## Twórcy albumu
- Piotr „P.” Ostrowski – gitara basowa
- Marcin „Skullripper” Sienkiel – wokal, gitara
- Bartłomiej „Bart” Szudek – gitara
- Zbigniew „Inferno” Promiński – perkusja